# Marek Piekarczyk
Marek Józef Piekarczyk (ur. 13 lipca 1951 w Poznaniu) – polski wokalista i autor tekstów, a także osobowość telewizyjna. Znany z występów w zespole rockowym TSA, którego wokalistą jest (z przerwami) od 1981 roku. W latach 1990–1991 członek formacji Balls’ Power. Prowadzi także solową działalność artystyczną.

## Kariera muzyczna
Karierę muzyczną rozpoczął w 1969, występował w zespołach Biała 21, Cechy i Sektor A. Razem z Waldemarem Koperkiewiczem był także współzałożycielem zespołu Dwustan, Tristan i Izolda, który wykonywał poezję śpiewaną, zaś w 1973 roku – po przeprowadzce z Nowego Wiśnicza do Ciechanowa – grupy Monastyr, z którą występował do 1975 roku. Na początku lat 80. został wokalistą zespołu TSA. Od 1982 roku, muzycy zaczęli wydawać płyty długogrające, a ich utwory zajmowały czołowe miejsca na listach przebojów. Po latach formacja została uznana za prekursora heavy metalu w Polsce. Wraz z zespołem, Piekarczyk dał ok. 1000 koncertów w Polsce, USA, Kanadzie, Belgii, Holandii, Czechosłowacji, Rosji, Francji, Finlandii, Litwie, Białorusi, Ukrainie i Niemczech.
W 1986 rozpoczął współpracę z Jerzym Gruzą i Teatrem Muzycznym w Gdyni, gdzie zagrał rolę Jezusa w rock-operze Jesus Christ Superstar. Zespół TSA był tam współtwórcą opracowania muzycznego i wykonywał z orkiestrą teatru wszystkie partie instrumentalne. Odbyło się ok. 200 spektaklów w Polsce i za granicą (USA, Kanada, Finlandia, Rosja). Ostatni spektakl miał miejsce 4 czerwca 1999 w Gdyni na Skwerze Kościuszki jako plenerowe widowisko dla wielotysięcznej widowni, z okazji przyjazdu papieża Jana Pawła II.
W latach 1990–1991 śpiewał w bocheńskim zespole Balls’ Power, z którym nagrał płytę pt. XES. W latach 1992–1998 mieszkał z rodziną w Nowym Jorku, gdzie, oprócz pracy w różnych zawodach, koncertował z miejscowymi artystami i występował na koncertach dla amerykańskiej Polonii. W 1994, po śmierci Ryszarda Riedla zorganizował koncert charytatywny dla jego rodziny pod hasłem „Nasz Rysiek Kochany”. Zorganizował również koncert charytatywny dla polskich muzyków poszkodowanych podczas powodzi w 1997. Po powrocie z USA stworzył projekt Marek Piekarczyk i Przyjaciele i wyruszył w trasę koncertową po Polsce.
W 2000 przyłączył się do projektu „Dom Muzyki” wspomagający budowę Domu Muzyki dla Artystów Niepełnosprawnych. W ramach tego projektu współpracował też z Andrzejem „e-mollem” Kowalczykiem i wziął udział w kilkunastu koncertach i w nagraniu płyty-cegiełki Trans-formacje – Oddział Otwarty, a także w następnym wydawnictwie pt. Dom Muzyki.
Po reaktywowaniu TSA w oryginalnym składzie został wokalistą i autorem tekstów z płyty Proceder, która ukazała się w kwietniu 2004 pod szyldem wydawnictwa Metal Mind Productions.
W marcu 2007 ukazała się płyta pt. Yugopolis, na której pojawiły się m.in. dwa utwory (Gdzie jest nasza miłość i Czy pamiętasz?), współtworzone i zaśpiewane przez Piekarczyka. Płyta osiągnęła status złotej już w pierwszym dniu sprzedaży. W 2007 muzyk przyłączył się gościnnie do projektu muzycznego Night Rider Symphony, z którym w 2008 wystąpił w chicagowskim Harris Theater na koncercie z okazji jubileuszu XX-lecia Festiwalu Filmu Polskiego w Ameryce. Impreza odbyła się pod patronatem burmistrza miasta Chicago i Gubernatora Stanu Illinois.
24 października 2009 wydał solowy album studyjny pt. Źródło, której motto („Kto ma dostęp do źródła, nie czerpie z kałuży”) zakładało powrót do muzycznych korzeni artysty.
25 sierpnia 2013 wystąpił w koncercie Lata Zet i Dwójki w Uniejowie, wykonał wówczas utwór „Czy pamiętasz” i razem z Edytą Górniak i Marią Sadowską, piosenkę „Tysiące głosów”, napisaną przez Marka Kościkiewicza na potrzeby promocji trzeciej edycji programu The Voice of Poland.
24 marca 2018 w Gostyniu zagrał ostatni koncert z zespołem TSA. 30 czerwca 2018 zagrał (z Tadeuszem Apryjasem i Jackiem Borowieckim) po raz pierwszy po rozstaniu z TSA koncert akustyczny w Warszawie (utwory z albumu Źródło). W maju 2021 powrócił do nowo reaktywowanego TSA.

## Działalność pozamuzyczna
Zanim w wieku 30 lat został zawodowym muzykiem, był malarzem i zajmował się ceramiką.
W latach 2013–2014, 2021-2023 zasiadał w jury programu TVP2 The Voice of Poland. W 2019 został trenerem w pierwszej polskiej edycji programu The Voice Senior.
W listopadzie 2014 ukazała się książka autobiograficzna „Marek Piekarczyk. Zwierzenia kontestatora” napisana razem z dziennikarzem Leszkiem Gnoińskim.
W latach 2016–2018 współprowadził w rozgłośni radiowej RMF FM audycję Buntownik z wyboru. Od września 2018 razem z Marcinem Jędrychem jest gospodarzem programu Rockandrollowa historia świata.
Wszedł w skład komitetu wspierającego kandydaturę Karola Nawrockiego na prezydenta RP w wyborach w 2025.

## Odznaczenia
- 2017 – Medal Świętego Brata Alberta[15][16]
- 15 czerwca 2013, podczas Dni Bochni 2013, odebrał z rąk burmistrza Bochni oficjalną statuetkę i dokument przyznający mu tytuł Honorowego Ambasadora Królewsko-Górniczego Miasta Bochnia[17][18].
- 26 stycznia 2017 został nagrodzony honorowym tytułem Ambasadora Gniezna[19][20]. Tytuł przyznany został przez Prezydenta Miasta Gniezna, Tomasza Budasza.
- 2020 r. odznaczony Brązowym Medalem Zasłużony Kulturze Gloria Artis[21].
- 2023 r. odznaczony Złotą Odznaką Honorową Województwa Małopolskiego – Krzyż Małopolski[22].

## Życie prywatne
Jest synem oficera. W młodości dorabiał jako ceramik i zdun (budował piece elektryczne, węglowe i gazowe). Był też robotnikiem budowlanym, pracującym głównie przy stawianiu bloków mieszkalnych.
W 1978 urodził mu się syn ze związku z jego partnerką Ewą. Chłopiec był wcześniakiem, który zmarł niedługo po porodzie. Kilka miesięcy po stracie dziecka para zawarła związek małżeński. W 1980 na świat przyszedł ich syn Maciej. Z tego samego związku ma jeszcze córkę – Sonię (ur. 1984). W 1998 małżeństwo artysty zakończyło się rozwodem. Od drugiej połowy lat 90. XX wieku mieszkał w USA, skąd po kilku latach wrócił do Polski. W 2002 poznał swoją drugą żonę, z którą pobrał się w 2008, ma z nią syna, Filipa (ur. 2009).
W Stanach Zjednoczonych pracował jako elektryk i magazynier w centrum handlowym.
Muzyk przez wiele lat leczył się na depresję. Od czasu pobytu w USA był wegetarianinem, od wiosny 2020 roku jest weganinem.

## Dyskografia
| Rok  | Tytuł                                                                | Pozycja na liście |
| Rok  | Tytuł                                                                | POL               |
| ---- | -------------------------------------------------------------------- | ----------------- |
| 2009 | Źródło - Data: 24 października 2009 - Wydawca: T1-Teraz, Fonografika | 35                |

| Rok  | Tytuł                                                                  | Pozycja na liście |
| Rok  | Tytuł                                                                  | LP3               |
| ---- | ---------------------------------------------------------------------- | ----------------- |
| 2001 | Projekt Oddział Otwarty – „Zmęczenie II” (gościnnie: Marek Piekarczyk) | 28                |
| 2009 | „Nie widzę ciebie w swych marzeniach”                                  | 23                |
| 2011 | „Testament”                                                            | 18                |

Występy gościnne
| Rok  | Tytuł                                                                         | Utwór                                                                         | Źródło |
| ---- | ----------------------------------------------------------------------------- | ----------------------------------------------------------------------------- | ------ |
| 1990 | She – Big City Lights                                                         | - „Road To Avalon”                                                            | [ 30 ] |
| 1991 | Big Cyc – Nie wierzcie elektrykom                                             | - „Biały miś”                                                                 | [ 31 ] |
| 2001 | Małgorzata Ostrowska – Instynkt                                               | - „Śmierć dyskotece!”, „Mam dość”, „Adriatyk, ocean gorący”, „Przeżyj to sam” | [ 32 ] |
| 2007 | Sebastian Piekarek – Human                                                    | - „Za skórą”                                                                  | [ 33 ] |
| 2010 | Maciej Zembaty, Tomasz Klimonda – Wolność znaczy freedom. Piosenki o wolności | - „Bez podtekstów”                                                            | [ 34 ] |
| 2010 | Chemia – Dobra chemia                                                         | - „Mantra”, „Damy radę”                                                       | [ 35 ] |
| 2010 | Chemia – Chemia świąt                                                         | - „Chemia świąt”                                                              | [ 36 ] |
| 2010 | Night Rider – Night Rider Symphony                                            | - „Z tobą na wieczność”                                                       | [ 37 ] |
| 2011 | Odnalezione piosenki Bogdana Łyszkiewicza                                     | - „Co u ciebie?”                                                              | [ 38 ] |
| 2011 | Remigiusz Szuman – Opowieści frontowe                                         | - „Opowieści frontowe”                                                        | [ 39 ] |
| 2012 | Dominik Kozicki – Look Behind                                                 | - „My z XX wieku”                                                             | [ 40 ] |
| 2013 | Mango Collective – Mango Collective                                           | - „MC”                                                                        | [ 41 ] |
| 2015 | Jarosław Pijarowski – OFF – Życie bez dotacji                                 | - „Proteiny (Prawo Ojca)”                                                     | [ 42 ] |
| 2019 | Czarodzieje z Kaszub – „Chodzą strachy”                                       | - „Podaruj życie”                                                             | [ 43 ] |

## Teatr
| Rok       | Tytuł                       | Uwagi                                                               | Źródło |
| --------- | --------------------------- | ------------------------------------------------------------------- | ------ |
| 1986-1999 | „Jesus Christ Superstar”    | jako Jezus Chrystus, Teatr Muzyczny w Gdyni, reżyseria: Jerzy Gruza | [ 44 ] |
| 2012      | „Klenczon – poemat rockowy” | Sopocka Scena Off de BICZ Sopot, reżyseria: Katarzyna Cygan         | [ 45 ] |

## Słuchowiska radiowe
| Rok  | Tytuł                                                   | Uwagi                                                                            | Źródło |
| ---- | ------------------------------------------------------- | -------------------------------------------------------------------------------- | ------ |
| 2012 | Gate 2012/2013 Teatru Tworzenia Jarosława Pijarowskiego | jako Głos Otchłani oraz Dante, premiera 21 grudnia 2012 roku w Polskim Radiu PiK | [ 46 ] |

## Filmografia
| Rok  | Tytuł                                     | Uwagi                                                         | Źródło |
| ---- | ----------------------------------------- | ------------------------------------------------------------- | ------ |
| 1982 | „Koncert”                                 | film dokumentalny, reżyseria: Michał Tarkowski                | [ 47 ] |
| 2000 | „Dzieci Jarocina”                         | film dokumentalny, reżyseria: Petro Aleksowski                | [ 47 ] |
| 2008 | „Historia polskiego rocka: Teoria hałasu” | film dokumentalny, reżyseria: Leszek Gnoiński, Wojciech Słota | [ 47 ] |
| 2010 | „Beats of Freedom – Zew wolności”         | film dokumentalny, reżyseria: Leszek Gnoiński, Wojciech Słota | [ 47 ] |